# Trogoderma villosa
Trogoderma villosa là một loài bọ cánh cứng trong họ Dermestidae. Loài này được Dahl miêu tả khoa học năm 1823.